# Dicicloesilurea
La dicicloesilurea è un composto organico e, nello specifico, una urea, noto principalmente per essere il sottoprodotto di reazione di condensazione della DCC con ammine e alcol. Può essere preparata per reazione tra la cicloesilammina e l'S,S-dimetil ditiocarbonato. La DCU è un potente inibitore solubile della epossido idrolasi (sEH). È stato infatti dimostrato un calo della pressione sanguigna di 22 ± 4 mmHg in SHR.